# Генрикув (Любуське воєводство)
Генрикув (пол. Henryków, нім. Sprottischdorf) — село в Польщі, у гміні Шпротава Жаґанського повіту Любуського воєводства.
Населення — 439 осіб (2011).
У 1975-1998 роках село належало до Зеленогурського воєводства.

## Демографія
Демографічна структура станом на 31 березня 2011 року:
|          | Загалом | Допрацездатний вік | Працездатний вік | Постпрацездатний вік |
| -------- | ------- | ------------------ | ---------------- | -------------------- |
| Чоловіки | 219     | 45                 | 153              | 21                   |
| Жінки    | 220     | 45                 | 129              | 46                   |
| Разом    | 439     | 90                 | 282              | 67                   |